# 邹玉川
邹玉川（1936年—），男，河北晋县人，中华人民共和国政治人物，曾任中华人民共和国建设部副部长，国家土地管理局局长，第九、十届全国政协委员。